# Godfrey Stephen
Godfrey Bitok Stephen (ur. 22 sierpnia 2000 w Dżos) – nigeryjski piłkarz występujący na pozycji obrońcy w Wołdze Uljanowsk.

## Kariera klubowa
Grę w piłkę nożną rozpoczął w wieku 10 lat w akademii Nike Boys FC z rodzinnego miasta Tudun Wada. W 2017 roku przeniósł się do szkółki Gee-Lec IFA mieszczącej się w Dżos. Na początku 2019 roku został wypatrzony przez białoruskiego skauta Jauhienija Haiduka i wypożyczony na 12 miesięcy do Isłaczu Minski Rajon. 21 kwietnia 2019 zadebiutował w Wyszejszajej Lidze w wygranym 3:1 meczu z FK Słuck, w którym zdobył bramkę. Od tego momentu stał się podstawowym lewym obrońcą. W styczniu 2020 roku został wykupiony przez Isłacz i podpisał dwuletni kontrakt. Łącznie rozegrał w barwach tego klubu 51 ligowych spotkań, w których strzelił 7 goli.
W lutym 2021 roku Stephen przeszedł do Jagiellonii Białystok prowadzonej przez Bogdana Zająca. 21 kwietnia 2021 zadebiutował w Ekstraklasie w meczu przeciwko Stali Mielec (3:3). W całym 2021 roku zaliczył łącznie 4 spotkania w lidze, większość czasu spędzając w III-ligowych rezerwach. Przed sezonem 2022 wypożyczono go do Dinama Tbilisi, gdzie rozegrał 13 meczów i wywalczył mistrzostwo Gruzji. Po powrocie do Jagiellonii rozwiązał swój kontrakt za porozumieniem stron i jako wolny agent podpisał półtoraroczną umowę z Wołgą Uljanowsk (FNL).

## Kariera reprezentacyjna
W listopadzie 2019 roku Stephen został powołany na Mistrzostwa Afryki U-23 w Egipcie. Na turnieju tym rozegrał wszystkie 3 spotkania w fazie grupowej, po której Nigeria odpadła z rozgrywek.

## Życie prywatne
Jest synem policjanta i urzędniczki; ma dwóch braci i siostrę. Jego ojciec opuścił rodzinę, gdy Stephen był kilkuletnim dzieckiem. Wychował się w mieście Tudun Wada leżącym w południowej części stanu Kano. Jest praktykującym katolikiem.

## Sukcesy
Dinamo Tbilisi
- mistrzostwo Gruzji: 2022